# Rancho Alegre (Texas)
Rancho Alegre es un lugar designado por el censo ubicado en el condado de Jim Wells en el estado estadounidense de Texas. En el Censo de 2010 tenía una población de 1704 habitantes y una densidad poblacional de 514,8 personas por km².

## Geografía
Rancho Alegre se encuentra ubicado en las coordenadas 27°44′22″N 98°6′10″O / 27.73944, -98.10278. Según la Oficina del Censo de los Estados Unidos, Rancho Alegre tiene una superficie total de 3.31 km², de la cual 3.31 km² corresponden a tierra firme y (0%) 0 km² es agua.

## Demografía
Según el censo de 2010, había 1704 personas residiendo en Rancho Alegre. La densidad de población era de 514,8 hab./km². De los 1704 habitantes, Rancho Alegre estaba compuesto por el 86.8% blancos, el 0.12% eran afroamericanos, el 0.06% eran amerindios, el 0% eran asiáticos, el 0% eran isleños del Pacífico, el 11.44% eran de otras razas y el 1.58% pertenecían a dos o más razas. Del total de la población el 95.66% eran hispanos o latinos de cualquier raza.